# Interfaz del cliente
Gestión de la experiencia con el cliente incluye cinco pasos. Son los siguientes:
- Paso 1: Analizar el mundo de la experiencia del cliente
- Paso 2: Construir la plataforma de la experiencia
- Paso 3: Diseñar la experiencia de marca
- Paso 4: Estructurar la interfaz del cliente
- Paso 5: Comprometerse en una continua experiencia de innovación

El cuarto paso es estructurar la interfaz del cliente. La interfaz de cliente hace referencia al intercambio dinámico de información que se produce entre el cliente y la compañía. Estructurar la interfaz del cliente se refiere a seguir los tres tipos de intercambios e interacciones que se pueden dar:
- Cara a cara
- Personal pero a distancia
- Electrónica

La tecnología puede mejorar la experiencia de la interfaz y se debería formar al personal involucrado. Los tres aspectos siguientes son claves para gestionar la interfaz correctamente:
- Esencia y Flexibilidad
  - Esencia y Flexibilidad describe que es importante "qué" se comunica al consumidor cuando existe un contacto directo (=interfaz del cliente)
  - La Flexibilidad vuelve el espacio de venta en un espacio vivo; el personal de venta es considerado un ser humanos en lugar de un robot
- Estilo y Sustancia
  - El estilo se refiere a la manera de expresar la Esencia y Flexibilidad de la interfaz (por ejemplo: estilo de una página Web)
  - Sustancia se refiere a los tangibles asociados a ello ("cómo" nos comunicamos)
- Timing
  - Intercambios de la interfaz y las interacciones que se producen a lo largo del tiempo (pregunta de: iniciación de contacto, frecuencia de contacto y duración del tiempo del contacto)